# Berlin Schönefeld repülőtér
A Berlin-Schönefeld repülőtér (IATA: SXF, ICAO: EDDB, 1995 előtt: ETBS) (németül Flughafen Berlin-Schönefeld) Berlin korábbi két nemzetközi repülőtere közül a kisebbik volt; az egykori Kelet-Berlin repülőtere, az NDK nemzeti légitársaságának, az Interflugnak a bázisa. Üzemeltetője a Flughafen Berlin Brandenburg GmbH (FBB) volt, részvényesei Berlin, Brandenburg állam és a Német Szövetségi Köztársaság volt. 2016-ban a repülőtér utasforgalma 11 652 922 fő volt, ezzel korábban az ország hetedik legforgalmasabb repülőterének számított. A repülőtér több diszkont légitársaság (EasyJet, Ryanair, Wizz Air) bázisa volt.
Maga a repülőtér 2020. október 25-én megszűnt, infrastruktúrája integrálásra került a Berlin-Brandenburg repülőtérbe, amelyben a repülőtér 5-ös termináljaként üzemel tovább.

## Fekvése és megközelítése

A berlini repülőterek fekvése

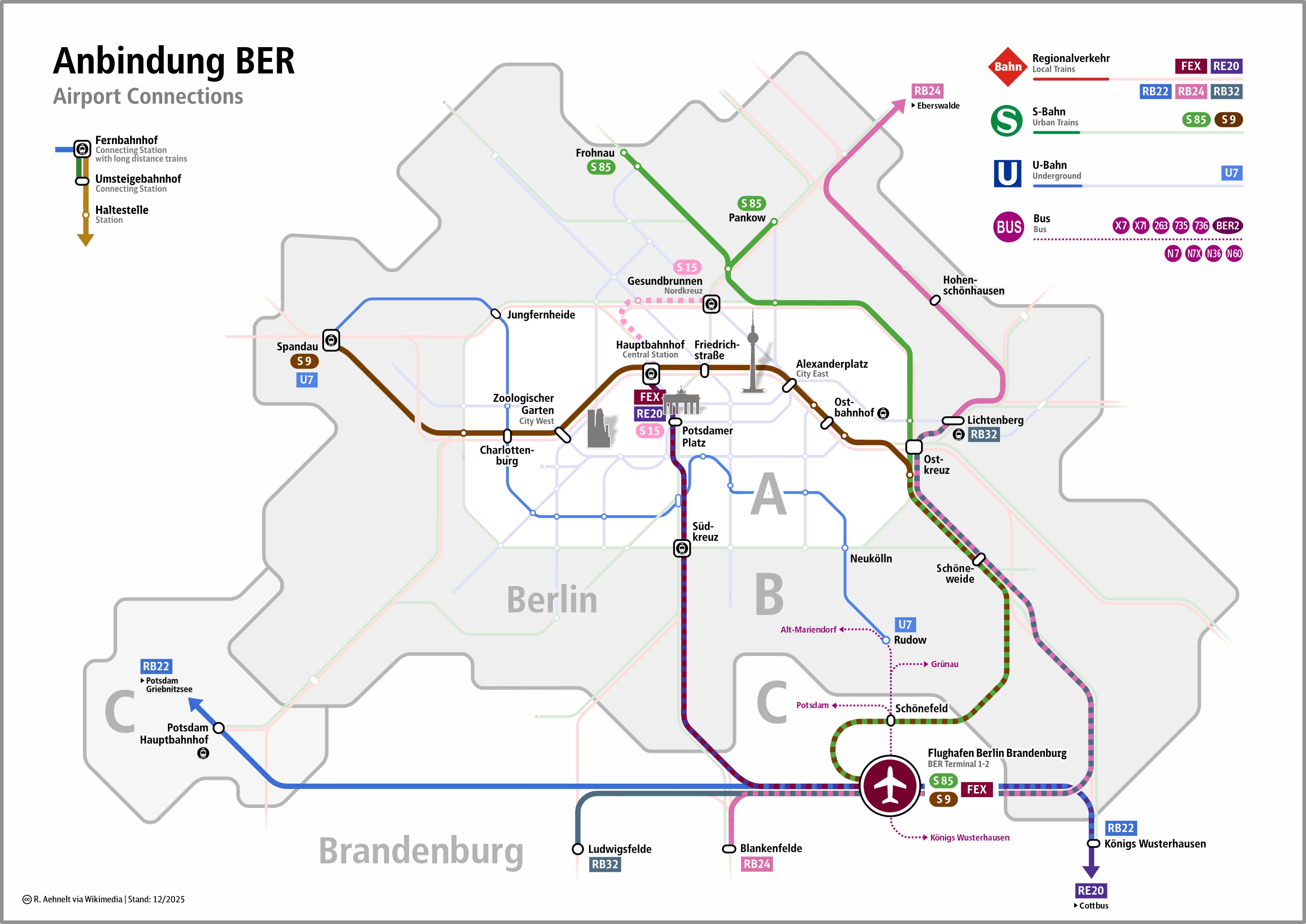
A repülőtér megközelítése Berlinből

Az egykori repülőtér, illetve a mai 5-ös terminál a Brandenburg állam Dahme-Spreewald megyéjében lévő Schönefeld városában található, Berlin történelmi városmagjától 22 km-re délkeletre; a már nem használt északi futópálya benyúlik Berlin területére. A repülőtér 48 méterrel fekszik a tengerszint fölött, 620 hektáros területével a régió legnagyobb területű repülőtere.
Vasúti megállója egykor a Berlin-Schönefeld repülőtér nevet viselte (németül Berlin-Schönefeld Flughafen), ahová regionális vonatok is közlekedtek. Óránként kétszer járt az „Airport Express”, melynek RE7 és RB14 vonala Berlin Ostbahnhofon át Berlin Hauptbahnhoffal kötötte össze a repülőteret, RB22 vonala pedig Potsdamba közlekedett. A repülőtér ezeken kívül számos buszjárattal is megközelíthető volt. Autóval a 113-as szövetségi autópályán át érhető el. A taxik az L terminálrész elől indultak.
Ma egyedül S-Bahn-szerelvények (S9, S45) állnak meg az újonnan átnevezett BER repülőtér 5-ös terminál (Flughafen BER Terminal 5),  állomáson, amelyek közvetlen kapcsolatot biztosítanak a mai repülőtér termináljai és Berlin belvárosa között.

## Története

### A kezdetek

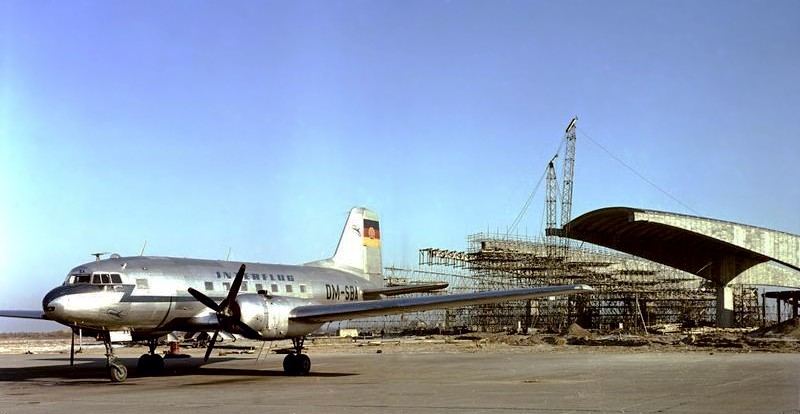
A repülőtér építése, 1961

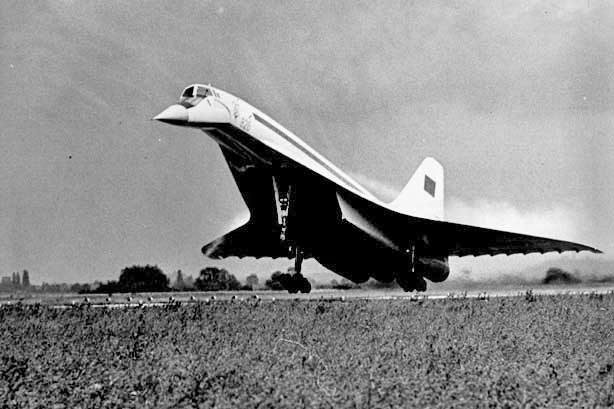
Tupoljev Tu–144 gép a Schönefeld repülőtéren, 1970-es évek eleje

1934. október 15-én kezdte meg működését Schönefelden a Henschel repülőgépgyár, amely a második világháború végéig körülbelül 14 000 repülőgépet épített. A gyár miatt épült három, egyenként 800 méter hosszú beton futópálya. 1945. április 22-én a szovjet csapatok elfoglalták Schönefeldet. A gyár egyes létesítményeit vagy szétszedték és hazájukba vitték, vagy felrobbantották, a területen pedig 1947-ig vasúti kocsikat javítottak, valamint mezőgazdasági gépeket építettek és javítottak meg.

### A II. világháború után
1946-ban a szovjet légierő a Berlin közelében fekvő johannisthali repülőtérről Schönefeldre költözött. Az Aeroflot még ugyanebben az évben járatokat kezdett üzemeltetni a repülőtérre. 1947-ben a németországi szovjet katonai vezetés 93-as számú utasításában elrendelte egy polgári repülőtér építését Schönefelden. Az eredeti építkezés befejezése után a repülőteret az ország 1990-es újraegyesítéséig többször is bővítették, és a Német Demokratikus Köztársaság fő repülőterévé vált, utaskapacitását 18 millió főre tervezték. A repülőtér jelentőségét mutatja, hogy ún. Jugendobjektté nyilvánították (a szocialista Kelet-Németországban a fiatal munkásbrigádok számára ezen program keretén belül tűztek ki megvalósítandó célokat, gyakran valaminek a felépítését). Mivel Schönefeld a tulajdonképpeni Berlin határán kívül feküdt, a Tegel és Tempelhof repülőterekkel ellentétben itt nemcsak a szövetséges államok légitársaságainak gépei szállhattak le korlátozások nélkül, hanem a világ bármely országából érkezők, Berlin négyhatalmi felosztásának ideje alatt is. Ebbe beleszámítottak a keletnémet légitársaságok is, mint az Interflug vagy 1963-as megszűnéséig a keletnémet Deutsche Lufthansa. A repülőteret a nyugatnémet légitársaságok, köztük a Lufthansa is használhatták volna, erre azonban ideológiai okokból nem került sor. Egyedül az északi (ma már a 113-as autópálya építése miatt nem létező) futópálya keleti vége nyúlt be Berlin egyik városrészébe, Bohnsdorfba, így a kelet felé felszálló vagy onnan közelítő gépek technikailag behatoltak Kelet-Berlin légterébe, amire a nem szövetséges országok légitársaságai elvileg nem voltak jogosultak, gyakorlatilag azonban a megszálló hatalom szemet hunyt fölötte.
Az 1960-as évektől a rendszerváltásig a „Berlin-Schönefeld központi repülőtér” néven ismert légikikötő Nyugat-Berlin lakosságát is nagyon érdekelte, mert innen számos szocialista ország repülőterei elérhetőek voltak, köztük  Budapesté vagy Prágáé, később pedig több olyan, az NSZK-n kívüli nyugat-európai célpont is, amelyekre Tempelhofról vagy Tegelről nem (vagy csak jóval magasabb áron) indult járat. Mivel a keleti blokkban a kerozin beszerzése a szocialista államok közti kereskedelmi megegyezések keretén belül folyt, az üzemeltetési költségek az Interflugnál olyan alacsonyak voltak, hogy a légitársaság megengedhette magának, hogy akár 70%-kal alacsonyabb áron kínálja a repülőjegyeit, mint az ugyanoda a Tegelről vagy a Tempelhofról induló járatokat üzemeltető légitársaságok. A kelet-berlini közlekedési vállalat 1963 és 1990 között ráhordó buszjáratot is üzemeltetett nyugat-berliniek számára a repülőtérre, a Charlottenburg városrészben, a Kurfürstendamm és az Adenauerplatz sarkán álló Hotel Arosától, amely megállt a nyugat-berlini Messegeländénél (a központi távolsági buszállomásnál) és Wilmersdorfban, a Güntzel- és az Uhlandstraße sarkán, a keletnémet Helios utazási irodánál.
1959. október 3-án szállt le a repülőtéren az első sugárhajtású repülőgép, a SAS Scandinavian Airlines egyik Caravelle típusú gépe. A repülőtér 1961-ben az 1-es besorolást kapta az ICAO-tól.
1960-ban az NDK vezetése a schönefeldi repülőtér bővítéséről döntött. Erre egyrészt az elkövetkezendő évtizedekben várható forgalomnövekedés miatt volt szükség (úgy számították, 1980-ig a repülőtér eléri az évi 3,5 millió utast, egész Berlin pedig a 14 milliót), másrészt pedig azért, hogy legyen egy repülőtér, amely megfelel a modern, sugárhajtású gépekkel bonyolított forgalomnak és a hatékony utaskiszolgálás követelményeinek. A tervek előrevetítették a rövid- és hosszútávú járatok szétválasztását. A pályaudvartól északra két utasmólóval rendelkező terminálépületet és két rövid futópályát terveztek, délre egy terminálépületet szintén két utasmólóval és egy vagy két további futópályával. A meglévő futópályát több mint 4 km hosszúra tervezték bővíteni. Mindezek mellett a repülőteret szoros összeköttetésbe kívánták hozni a berlini S-Bahn-, metró- és vasúthálózattal.

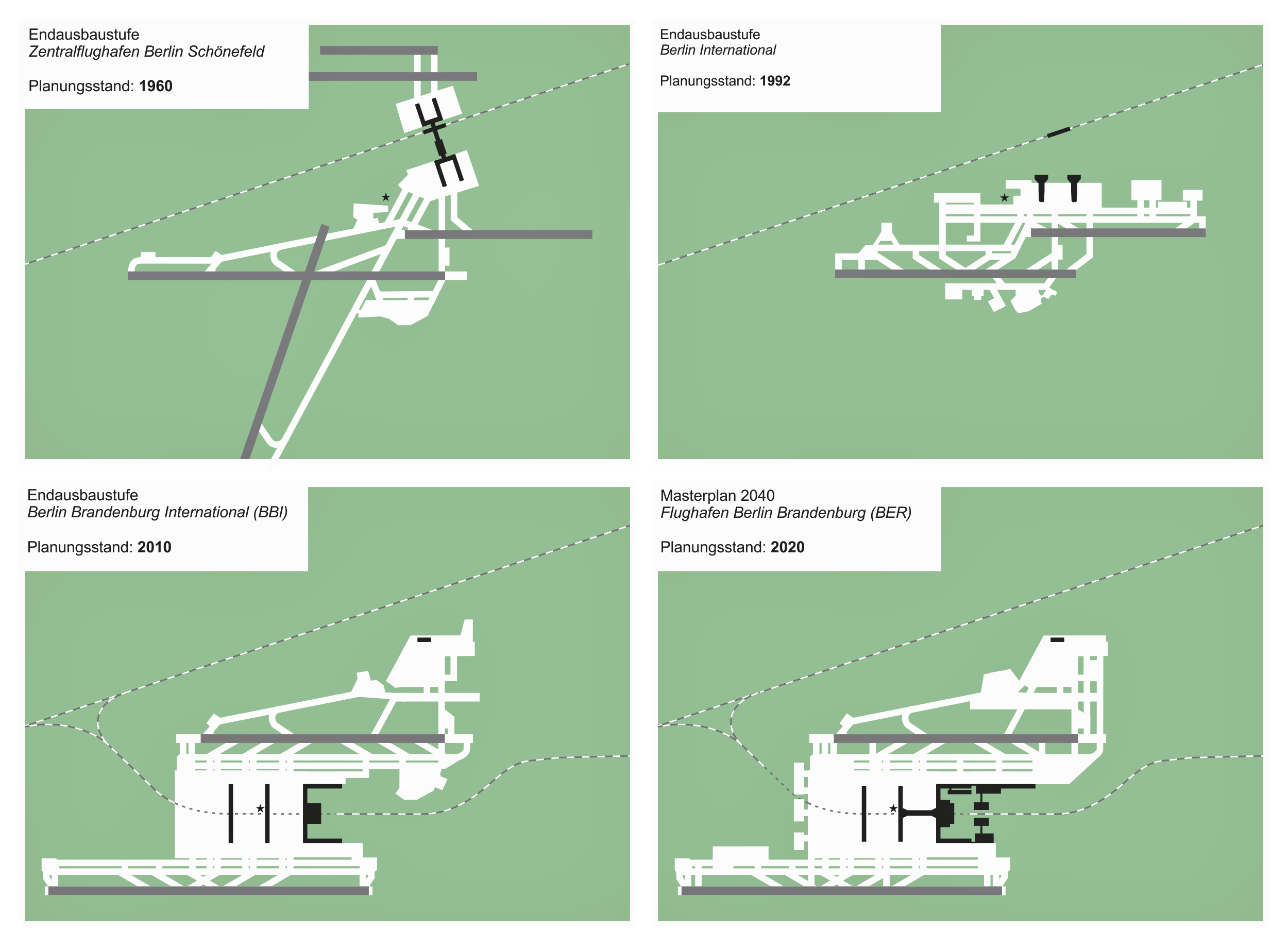
A repülőtér átépítési terveinek összehasonlítésa

Az egymilliós utasforgalmat 1969-ben lépte át a repülőtér, a hárommilliót azonban csak 1990-ben érte el. Nem sokkal az újraegyesítés előtt az Interflug négy kontinensen 53 repülőtérre indított járatokat Schönefeldről.
1976-ban adták át a ma a repülőtér északi részén található L terminált, NPA (Neue Passagier-Abfertigung, új utasterminál) néven. 1985-ben az épületet bővítették a mai K és Q terminálokkal, melyek az L-től balra és jobbra találhatóak. Ebben az időben a K terminált (melyet ma az easyJet használ) kizárólag a Nyugat-Berlin felől érkező és oda induló utasok számára tartották fenn, ami azt jelentette, hogy teljesen el volt zárva a többi termináltól és a nagy előtér többi részétől is, és csak egy korláttal elzárt ellenőrzőponton keresztül lehetett megközelíteni. A fentebb már említett nyugat-berlini transzferbuszokat innentől már nem a közeli határátkelőhelyen (Waltersdorfer Chaussee) ellenőrizték, ehelyett a keletnémet határőrség egyetlen tagja szállt fel az érkező buszra, és ő vezette a buszt a terminálig vezető rövid úton (hogy más keletnémet állampolgár ne tudjon észrevétlenül felszökni itt a buszra és bejutni a repülőtér nyugatiaknak fenntartott részébe). A check-in, a poggyászfeladás és az útlevélellenőrzés szintén teljesen elkülönítve zajlott a nyugat-berliniek esetében, csak a kapuk előtti nagy váróteremben keveredhettek a keletnémet utasokkal. Érkezésnél ugyanez a procedúra zajlott le visszafelé: a Nyugat-Berlinbe tartó utasoknak 1985 utá nem az általában használt érkezési csarnokba kellett menniük, hanem azonnal a B terminál érkezési területére irányították őket, ellenőrzés után. Itt szálltak be a transzferbuszba, amelyet a keletnémet határőrség egyik tagja kísért a határátkelőhöz. A határőr itt elhagyta a buszt, és minden további ellenőrzés nélkül továbbengedte Nyugat-Berlin felé. Ez az újfajta utaskezelés (a határátkelésnél történő útlevélellenőrzés kihagyása) 1985 után jóval egyszerűbbé és kevésbé időigényessé tette a nyugat-berliniek számára a schönefeldi repülőtér használatát.
Az L terminál második szintjén ma egy látogatók számára kialakított terasz és egy étterem található. A terasz eredetileg az épület teljes hosszán végighúzódott, az 1990-es évek óta azonban kisebb területet foglal el az L terminál fölött.
A repülőtér déli részén voltak az Interflug hangárjai és karbantartó épületei, melyeket felújításuk után a Lufthansa vett használatba. A repülőtérnek ezt a részét katonai célokra is használták.
A keletnémet Néphadsereg 44-es repülőosztaga az 1980-as évek elején átköltöztette a kormány Tu-134 gépeit Marxwaldéből (a mai Neuhardenbergből) Schönefeldre, mert a kormány egyre több tagja repült Berlinből külföldre. A repülőosztag három Il-62 gépet állomásoztatott a repülőtéren.

### Az újraegyesítés után

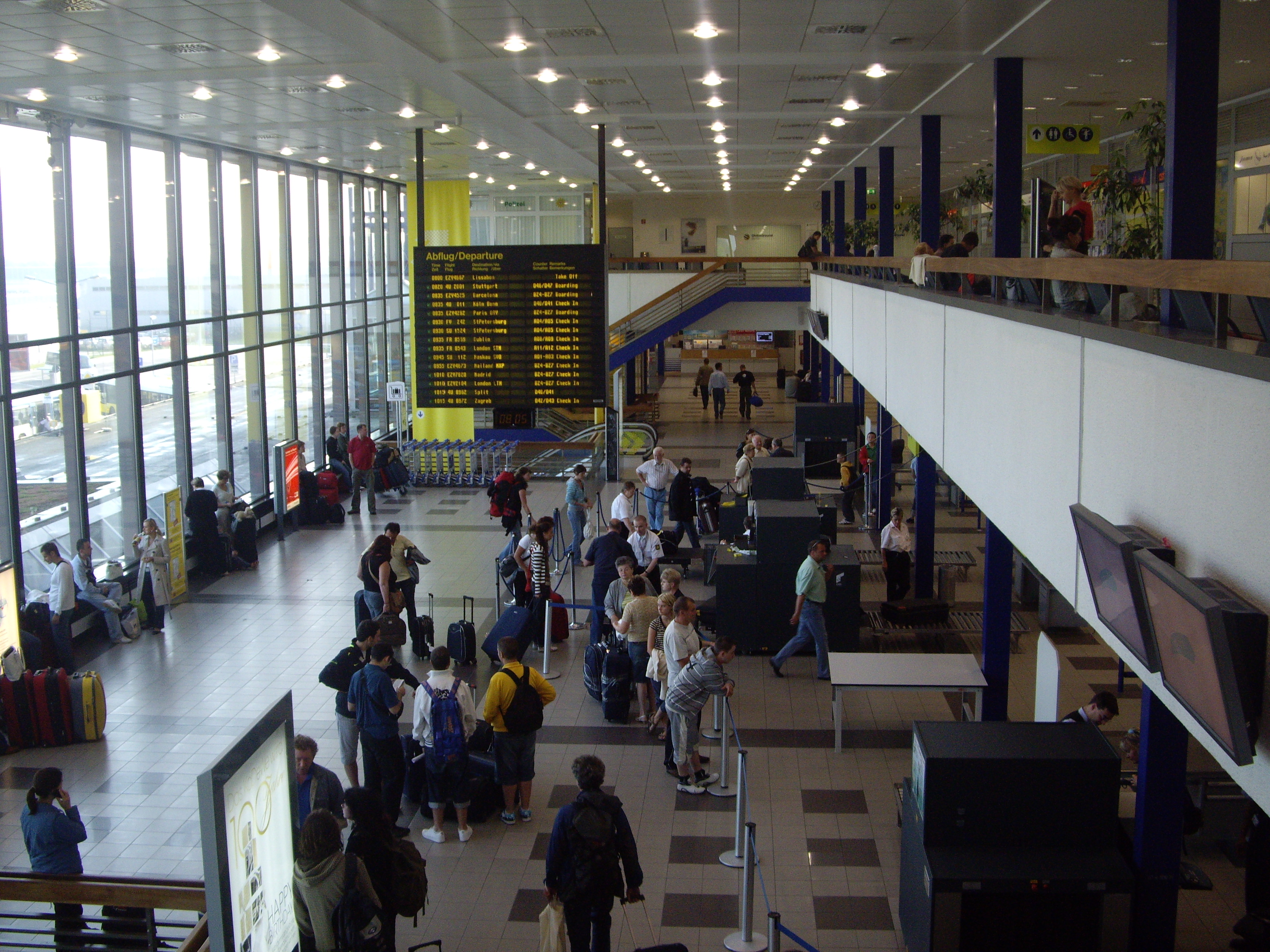
Az L terminál csarnoka

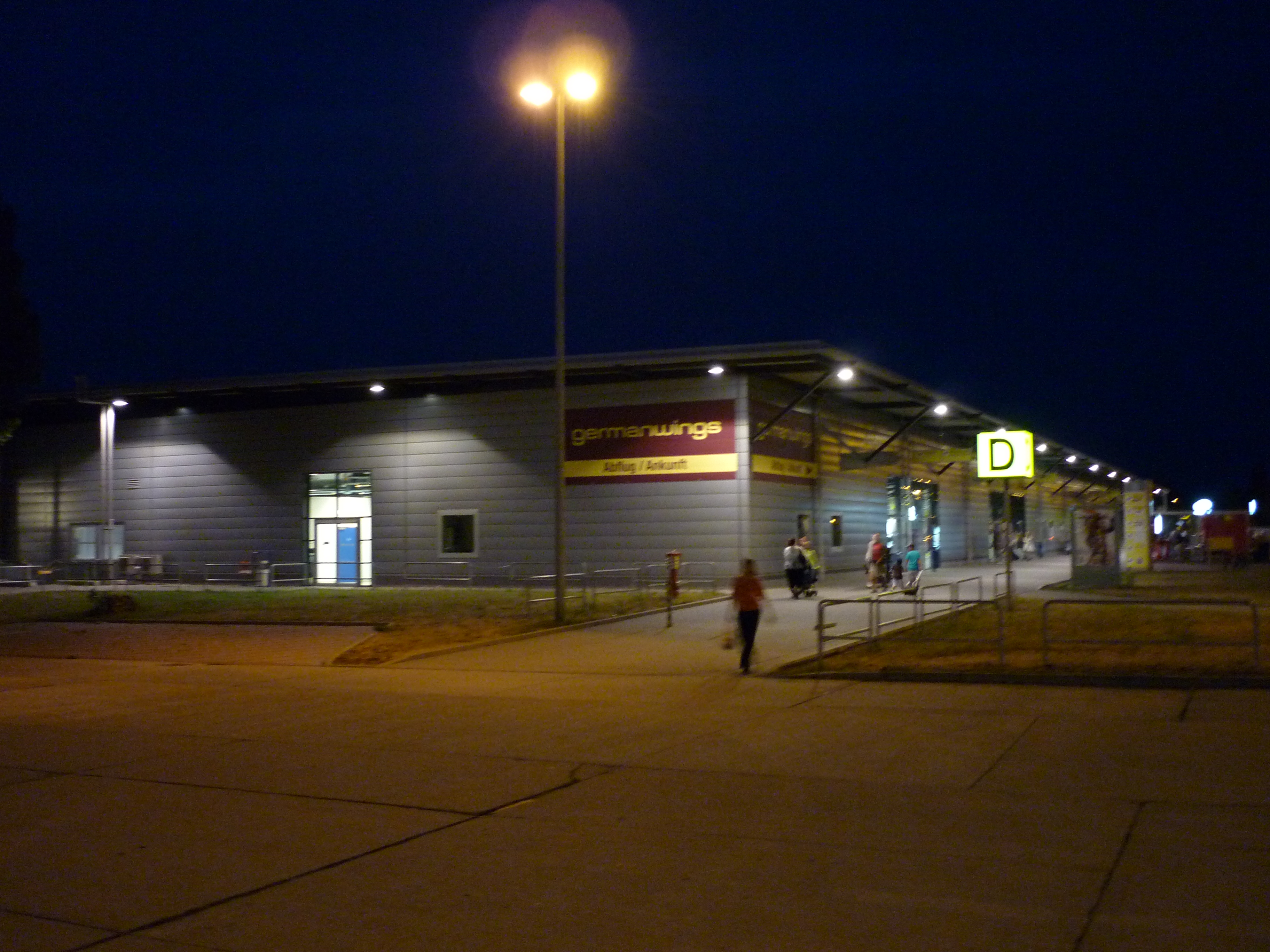
Az M (korábban D) terminál kívülről

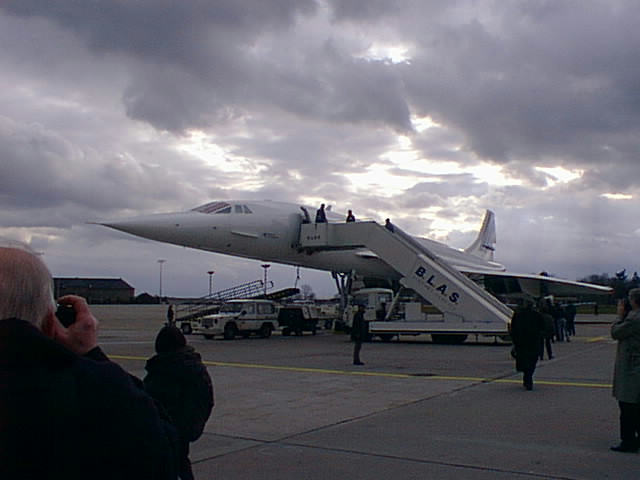
Egy Concorde 1999. március 20-án Schönefelden

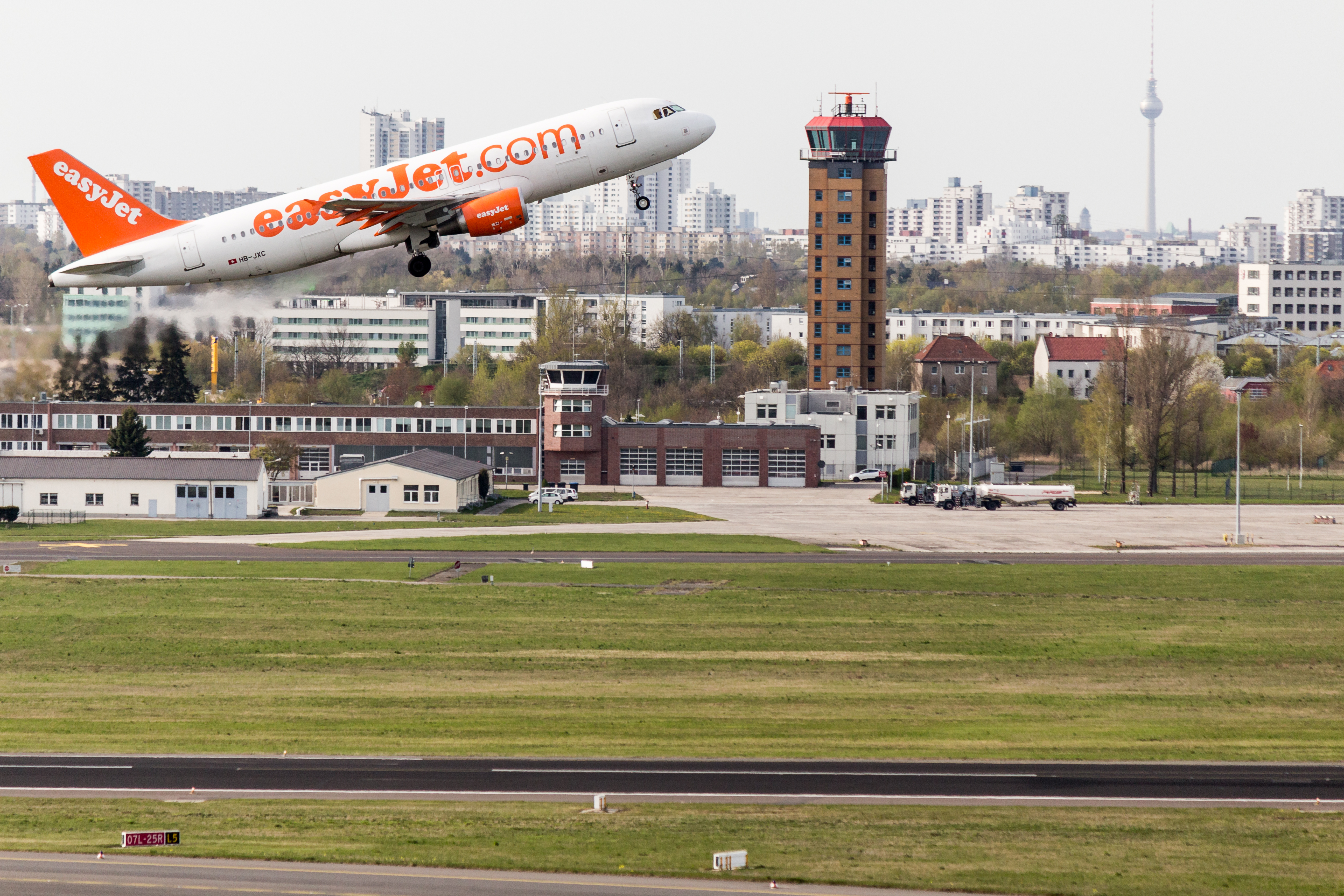
Egy Airbus A320 felszállása, háttérben a régi toronnyal és a berlini tévétoronnyal

Németország újraegyesítése után a repülőtér az 1990-es évekbeli további bővítések ellenére is jelentős csökkenést tapasztalt utasszám terén. Ezt részben az Interflug 1991-es megszűnése okozta, részben pedig a többi légitársaság átköltözése a modernebb és központibb fekvésű Berlin-Tegel repülőtérrel. Schönefeld ebben az időszakban visszafelé fejlődött, főleg charterjáratok használták. Ennek ellenére 1992-ben használatba vehette a felújított déli futópályát. A terminálhoz közel álló repülőgépek egészen a rendszerváltás utánig gyalog is megközelíthetőek voltak az utasok számára, az A terminál három utashídját először 1993-ban használták. 1991 és 1993 között a repülőteret a légierő 65-ös repülőszázada használta Il-62M gépeivel.
Az üzemeltető cég 1995-ben bővítette a terminált. 1996 elején a német állam, valamint Berlin és Brandenburg szövetségi államok úgy döntöttek, a repülőteret kibővítik egy nagyobb repülőtérré, amely a Berlin-Brandenburg nevet kapta. Ebben az időben kevés, menetrend szerinti járatokat üzemeltető légitársaság használta a repteret; közéjük tartozott az Aeroflot, amelynek Moszkvába volt innen járata, valamint a Rossija, amelynek Szentpétervárra. A diszkont légitársaságok fellendüléséig (amelyek 2007-ben a repülőtér teljes forgalmának körülbelül 80%-át adták) a repülőteret használó gépek nagy része chartergép volt. A charterjáratok uralta időszak 2003-ig tartott, innentől kezdve Schönefeld a diszkont légitársaságok egyik fő úti célja lett. A Ryanair, valamint a KLM leányvállalata, a Buzz átvette a Schönefeld-London útvonalat, a V Bird légitársaság Weezébe indított járatot, a Germanwings 2003 ősze óta már nem a Tegelről, hanem a Schönefeldről indít járatokat különféle külföldi repülőterekre. Fontos mérföldkő volt a repülőtér történetében az EasyJet érkezése 2004. április 28-án; 2005-ben Berlin-Schönefeld a légitársaság második legnagyobb európai bázisa lett London–Luton után. 2005. március 11-én a Germanwings is bejelentette, hogy két gépet Schönefelden fog állomásoztatni. Az EasyJettel való békés együttműködés érdekében a Germanwings főleg olyan repülőterekre indított járatokat Schönefeldről, ahová az EasyJet nem. A 2012-13-as téli menetrend bevezetésével a Germanwings átköltözött a Tegel repülőtérre.
2005. december 19-én megnyílt az M terminál, amely mindenekelőtt a diszkont légitársaságok kiszolgálásra épült, és 2012-ig főleg a Germanwings járatai használták. Eredetileg az EasyJetet tervezték ideköltöztetni a K terminálról. A diszkont légitársaságoknak köszönhetően Schönefeld utasszáma 2005-ben 50%-kal nőtt, 5,08 millióra. Ez nagyobb növekedés, mint amit a többi berlini repülőtér produkált. 2006-ban a repülőtérnek 5713 alkalmazottja volt. 2006 óta a Schönefeld vasúti pályaudvar már nem távolsági pályaudvar. 2007. november 30-ától a repülőtér északi futópályáját nem használták, majd később megszüntették, hogy lehetővé tegyék a 113-as autóút bővítését. A légiforgalom azóta csak a déli futópályát használta, amely az új Berlin-Brandenburg repülőtér felépítésével annak északi futópályává vált. Az egykori északi futópálya egy megmaradt része jelenleg a hosszabb ideig itt tárolt, nagyobb méretű magánrepülőgépek parkolójául szolgál, mert az eddig erre a célra használt terület az építkezés miatt már nem alkalmas rá.

### Beépítése a Berlin-Brandenburg repülőtérbe

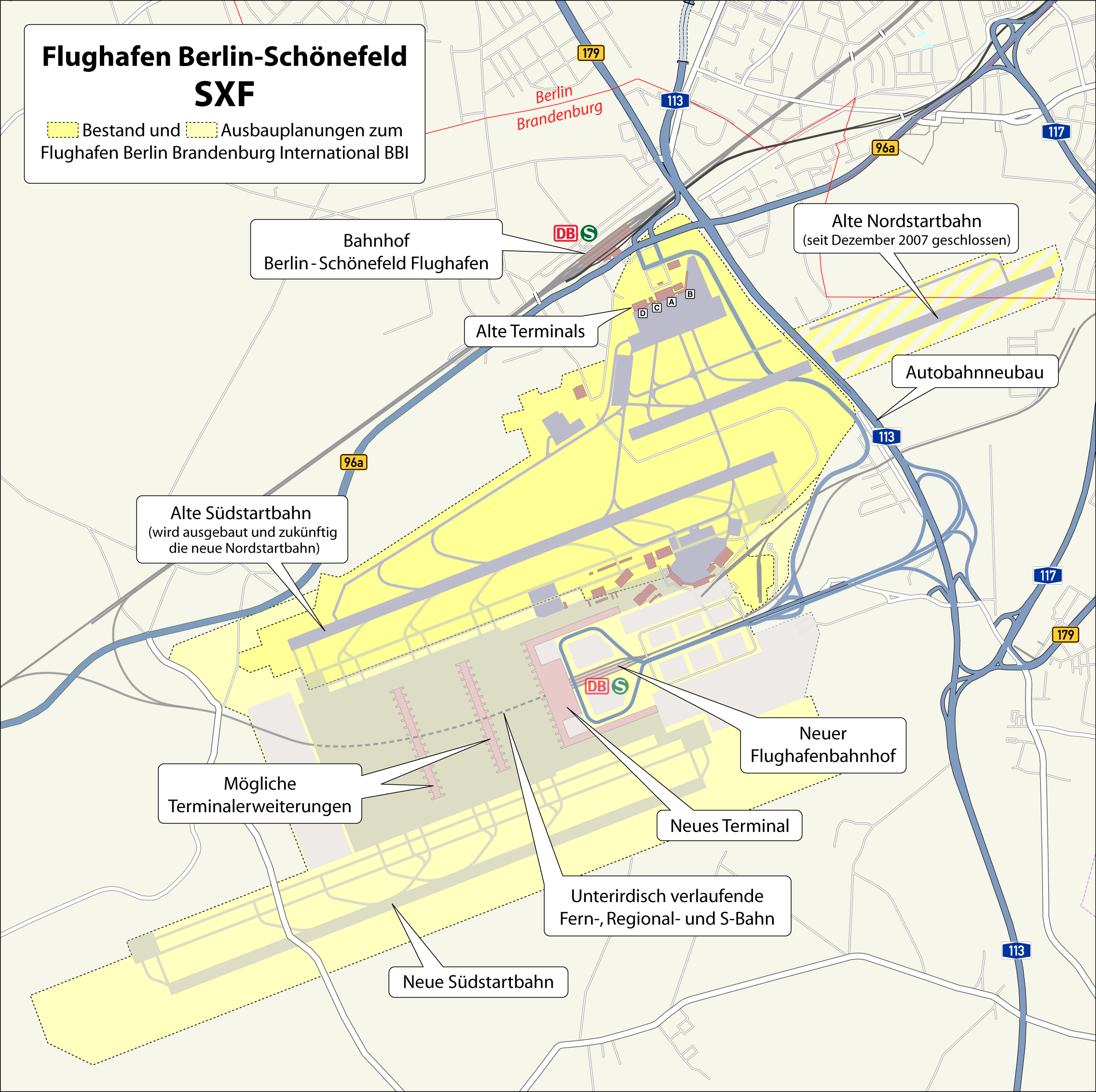
A Schönefeld repülőtér az építkezés elején

Az 1960-as években tervezett, de csak részben megvalósult átfogó bővítési tervek után az 1990-es évek első felében megkezdődtek a komplex területrendezési munkálatok egy új, nagy repülőtér létrehozása érdekében, mert az újraegyesítés után megnövekedett utasszám szükségessé tette. 1996-ban a repülőtér vezetése, Berlin és Brandenburg államok, valamint a szövetségi kormány úgy tervezte, hogy 2012-re Schönefeldet bővítsék és képessé tegyék arra, hogy egyedüli repülőtérként szolgálja ki Berlint, ezzel a fővárosi régió legfontosabb, az országban pedig a frankfurti és a müncheni mellett az egyik legfontosabb utas- és teherforgalmi repülőterévé váljon. A terv része volt, hogy Tegel repülőteret az új repülőtér használatba vétele után legkésőbb hat hónappal, a Tempelhof repülőteret pedig 2008 októberének végén bezárják. Az építkezés 2006-ban megkezdődött. A fejlesztés részeként az északi futópályát 2007. december 1-jével lezárták. Az új autóút az egykori futópálya egy részét keresztezi. A déli futópályát, amely a tervek szerint az új, nagy repülőtér északi futópályája lesz, 3600 méteresre hosszabbították és 2012. április 23-án átadták a forgalomnak. Május 3-a óta a korábbi 07R/25L helyett a 07L/25R jelet használja. A felújítás 2015. május 2-ára lezajlott. Az északi futópálya felszámolása 2015. május 6-án kezdődött meg, és október 24-én ért véget.
Az új Berlin-Brandenburg repülőtér 2020. októberi megnyitása óta a korábbi repülőteret a BER 5-ös termináljaként használják tovább. 2020. október 25-én történt meg az épület szimbolikus átnevezése. Még ezt megelőzve új jelöléseket kaptak a meglévő terminálrészek és a parkolók 2020. március 31-én.

## Kialakítása

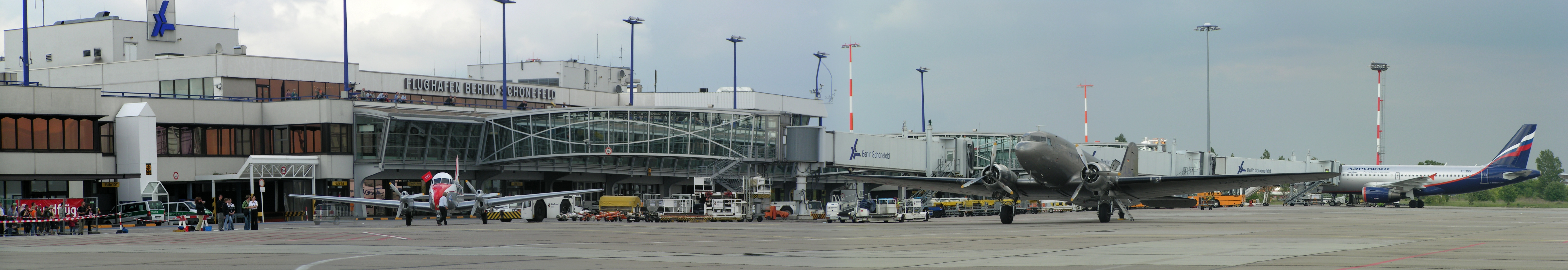
A forgalmi előtér

A Berlin-Schönefeld repülőtér négy terminállal rendelkezett, melyeket 2020 tavaszától K, L, M és Q betűkkel jelöltek. A legtöbb repülőgép az L terminálról indult és ide érkezett. Az L terminálról többek között az Aeroflot és a Wizz Air járatai, valamint a Schengeni övezeten kívülre tartó járatok indultak. Az EasyJet volt az egyetlen légitársaság, amely a K terminált használta. Az M terminált a Ryanair, a Condor, a Sunexpress, a WOW air és a Norwegian használták. A Q terminálon 2008-ig különleges biztonsági berendezések is voltak, ezért hosszú ideig innen indultak azok a járatok, amelyeknél kiemelkedő szintű biztonsági intézkedésekre volt szükség, például az izraeli járatok. Később rendezvényhelyszínként használták, konferenciákhoz és privát rendezvényekhez volt bérelhető. Innen indultak a sétarepülések egy történelmi „mazsolabombázó” géppel is, amely azonban 2010. június 19-én egy kényszerleszállás során károsodott, és azóta nem alkalmas repülésre. 2015 novembere óta a Q terminálon a kapacitás növelése érdekében további biztonsági ellenőrzőpontokat létesítettek olyan utasok számára, akiknek nincs feladandó poggyászuk, és már az interneten becsekkoltak a járatra. A négy terminál egybeépült egymással. Egyedül az L terminál rendelkezik utashidakkal, melyekből három található a forgalmi előtérben. Összesen 36 állóhely van a repülőgépeknek. A repülőtér területének déli részén található a kisgépes terminál, ahonnan magánrepülőgépek, légitaxik, charterjáratok és helikopterek indultak. A teherszállító gépek terminálja 3850 m²-en helyezkedik el, kapacitása évente 30 000 tonna; az épületben többek között karantén is található állatok számára. A repülőtéren ezenkívül három hangár is található a nagygépek, továbbá három a kisgépek számára.

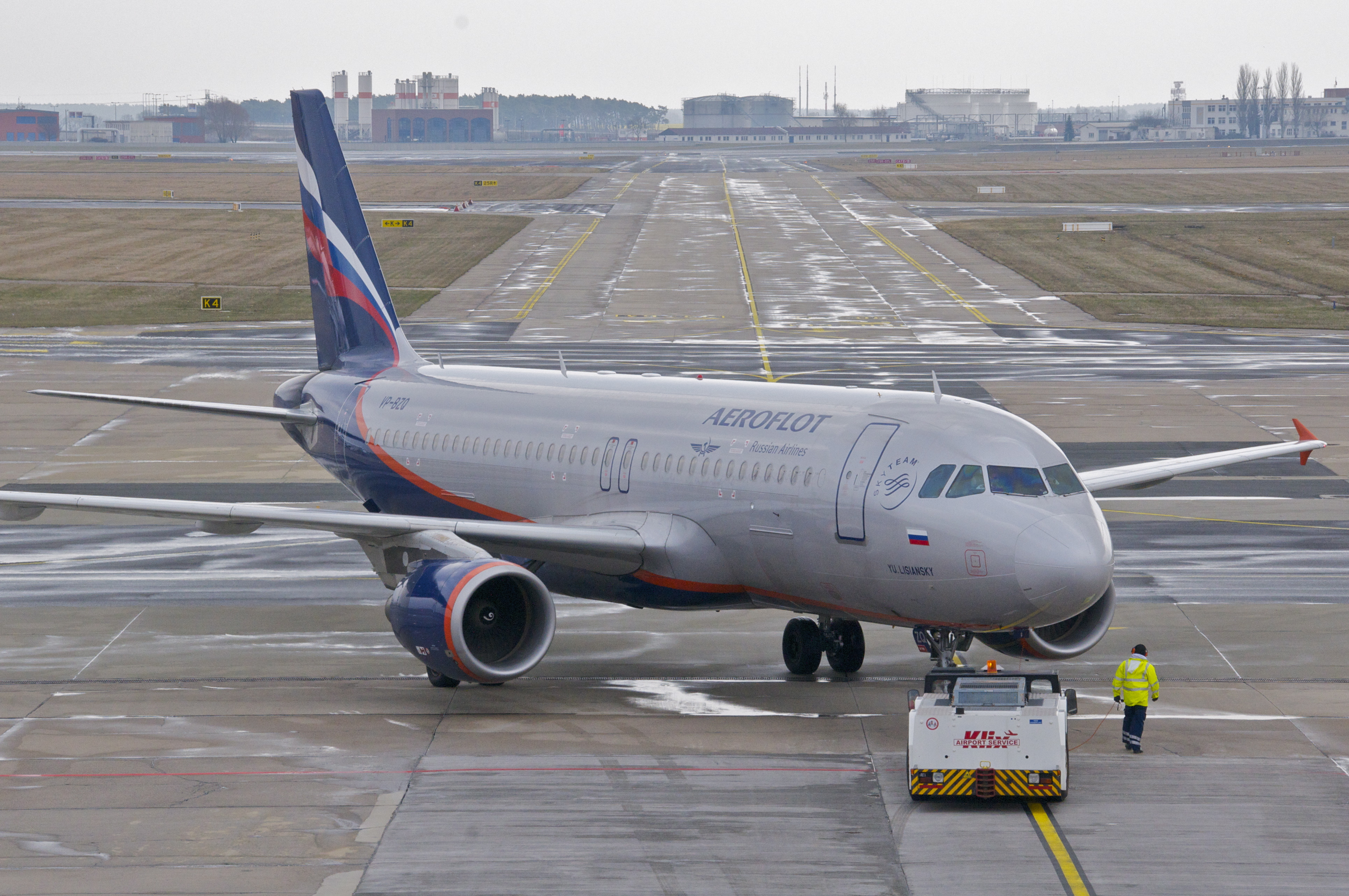
Az Aeroflot Airbus A320-200 gépe az L terminál előtt

A repülőtér 2007 végéig két futópályával rendelkezett, melyek közül az északi 2710 méter, a déli 3000 méter hosszú volt. Mindkét futópálya 45 méter széles. A Berlin-Brandenburg repülőtér építése során az északi futópályát részben lebontották, hogy legyen hely a 113-as autóút hosszabbításának, amely 2008 tavaszán készült el. Még ezt megelőzően a déli futópályát meghosszabbították 3600 méteresre, hogy az épülő új repülőtér északi futópályájaként szolgálhasson.

A repülőtér rendelkezett saját repülőtéri tűzoltósággal, valamint CAT III műszeres leszállító rendszerrel, ami minden időjárási körülménynél lehetővé teszi a leszállást.
1992 óta a repülőtér területén rendezték meg kétévente a Berlini Nemzetközi Légiközlekedési és Űrhajózási Kiállítást. A repülőtér szomszédságában található a Lufthansa szimulátorközpontja.
2007 óta a repülőtéren volt található a Német Vöröskereszt egyik logisztikai központja, amely a katasztrófavédelmet szolgálta bel- és külföldön; 4000 m²-es területen helyezkedtek el a mentéshez használt eszközök. A repülőtérről vészhelyzet esetén 72 óra alatt értek el a mentőegységek a világ bármely tájára. Emellett különleges járművek is meg voltak találhatóak itt, melyeket egy Németországon belüli katasztrófa esetén használhattak a kommunikáció és a mentésirányítás elősegítésére.

## A forgalom alakulása
A Schönefeld repülőtér utasforgalma erőteljesen növekedésen ment keresztül. Míg 2003-ban 1,7 millió utas használta a repülőteret, 2005-ben már több mint ötmillió, 2006-ban pedig a forgalom már túllépte a hatmillió főt is. 2016-ban 11,6 millió utas használta a repülőteret, ami az előző évhez képest több mint 35%-os növekedést jelent.
| Év   | Utasforgalom | Rakomány (tonna) | Légiposta (tonna) | Gépmozgás |
| ---- | ------------ | ---------------- | ----------------- | --------- |
| 1991 | 1 069 886    | 06349            | 0553              | 29 472    |
| 1992 | 1 446 933    | 04686            | 1153              | 28 723    |
| 1993 | 1 572 361    | 03284            | 3825              | 31 334    |
| 1994 | 1 804 490    | 05823            | 3895              | 36 185    |
| 1995 | 1 861 674    | 10 573           | 3260              | 31 827    |
| 1996 | 1 766 452    | 13 716           | 1479              | 31 649    |
| 1997 | 1 870 213    | 14 473           | 1128              | 29 563    |
| 1998 | 1 876 209    | 12 111           | 0811              | 30 711    |
| 1999 | 1 861 385    | 09372            | 0565              | 29 304    |
| 2000 | 2 133 919    | 09604            | 0505              | 33 947    |
| 2001 | 1 851 377    | 09785            | 0193              | 27 635    |
| 2002 | 1 615 171    | 11 099           | 0202              | 25 755    |
| 2003 | 1 684 384    | 12 418           | 0242              | 25 549    |
| 2004 | 3 325 348    | 12 546           | 3229              | 39 420    |
| 2005 | 5 026 115    | 08833            | 4294              | 52 852    |
| 2006 | 6 026 228    | 03720            | 4373              | 58 647    |
| 2007 | 6 313 343    | 03870            | 4386              | 58 198    |
| 2008 | 6 638 162    | 04399            | 4415              | 68 771    |
| 2009 | 6 797 158    | 04246            | 2979              | 75 538    |
| 2010 | 7 297 911    | 04907            | 4751              | 76 595    |
| 2011 | 7 113 989    | 04649            | 4081              | 73 577    |
| 2012 | 7 097 274    | 05206            | 1125              | 71 758    |
| 2013 | 6 727 306    | 07370            | 6654              | 65 268    |
| 2014 | 7 292 517    | 07827            | 7229              | 70 325    |
| 2015 | 8 526 268    | 8128             | 6155              | 76 153    |
| 2016 | 11 652 922   | 9056             | –                 | 96 562    |

### Utasforgalom úti célok szerint
| Helyezés                                                    | Cél                      | Utasok száma 2016 | Változás | Utasok száma 2015 | Indulások 2016 | Változás | Indulások 2015 |
| ----------------------------------------------------------- | ------------------------ | ----------------- | -------- | ----------------- | -------------- | -------- | -------------- |
| 1                                                           | DEU Köln–Bonn            | 302 547           | 202,42%  | 100 043           | 2467           | 125,3%   | 1095           |
| 2                                                           | GBR London–Gatwick       | 298 285           | 8,66%    | 274 519           | 2114           | 9,31%    | 1934           |
| 3                                                           | ESP Barcelona            | 250 265           | 72,84%   | 144 793           | 1580           | 61,22%   | 980            |
| 4                                                           | GBR London–Stansted      | 225 084           | 37,87%   | 163 253           | 1451           | 34,98%   | 1075           |
| 5                                                           | CHE Basel-Mulhouse       | 215 707           | -1,72%   | 219 492           | 1470           | -0,2%    | 1473           |
| 6                                                           | BEL Brüsszel             | 213 594           | 103,06%  | 105 186           | 1695           | 104,96%  | 827            |
| 7                                                           | RUS Moszkva-Seremetyjevo | 188 939           | 22,91%   | 153 716           | 1817           | 17,38%   | 1548           |
| 8                                                           | NLD Amszterdam           | 154 253           | 21,57%   | 126 881           | 1.042          | 15,39%   | 903            |
| 9                                                           | FRA Párizs–Orly          | 151 427           | 1,42%    | 149 313           | 911            | -0,55%   | 916            |
| 10                                                          | ESP Palma de Mallorca    | 150 142           | 88,65%   | 79 589            | 981            | 87,57%   | 523            |
| 11                                                          | NOR Oslo-Gardermoen      | 142 192           | 8,77%    | 130 726           | 974            | 9,44%    | 890            |
| 12                                                          | ISR Tel-Aviv Ben Gurion  | 137 555           | 4,15%    | 132 074           | 874            | 2,94%    | 849            |
| 13                                                          | ITA Róma-Ciampino        | 117 486           | 491,69%  | 19 856            | 732            | 426,62%  | 139            |
| 14                                                          | ITA Bergamo              | 115 400           | 60,18%   | 72 045            | 728            | 61,42%   | 451            |
| 15                                                          | DNK Koppenhága           | 113 575           | 11,75%   | 101 633           | 837            | 13,72%   | 736            |
| 16                                                          | ESP Madrid               | 106 868           | -10,99%  | 120 067           | 634            | -17,56%  | 769            |
| 17                                                          | GRC Athén                | 105 544           | 100,91%  | 52 533            | 709            | 95,32%   | 363            |
| 18                                                          | PRT Lisszabon            | 99 363            | 6,78%    | 93 053            | 798            | 2,57%    | 778            |
| 19                                                          | TUR Antalya              | 99 075            | -21,36%  | 125 993           | 530            | -25,56%  | 712            |
| 20                                                          | IRL Dublin               | 98 042            | -25,33%  | 131 305           | 585            | -32,53%  | 867            |
| 21                                                          | CHE Genf                 | 97 515            | 5,56%    | 92 381            | 719            | 2,28%    | 703            |
| 22                                                          | GBR Manchester           | 90 512            | 89,18%   | 47 844            | 590            | 85,53%   | 318            |
| 23                                                          | GBR London–Luton         | 89 397            | -3,3%    | 92 444            | 751            | -5,06%   | 791            |
| 24                                                          | ITA Milánó-Malpensa      | 85 370            | -3,98%   | 88 909            | 645            | 2,54%    | 629            |
| 25                                                          | ITA Velence              | 83 473            | 17,6%    | 70 980            | 626            | 25,2%    | 500            |
| A statisztikában csak indulások szerepelnek, érkezések nem. |                          |                   |          |                   |                |          |                |

| Helyezés                                                    | Úti cél            | Utasok száma 2016 | Változás | Utasok száma 2015 | Indulások 2016 | Változás | Indulások száma 2015 |
| ----------------------------------------------------------- | ------------------ | ----------------- | -------- | ----------------- | -------------- | -------- | -------------------- |
| 1                                                           | Egyesült Királyság | 935 737           | 20,31%   | 777 743           | 6647           | 17,63%   | 5651                 |
| 2                                                           | Spanyolország      | 800 447           | 59,35%   | 502 329           | 5025           | 51,22%   | 3323                 |
| 3                                                           | Olaszország        | 679 791           | 47,92%   | 459 552           | 4630           | 41,07%   | 3282                 |
| 4                                                           | Németország        | 399 604           | 212,36%  | 127 930           | 4964           | 62,22%   | 3060                 |
| 5                                                           | Svájc              | 319 512           | 2,29%    | 312 364           | 2381           | 3,03%    | 2311                 |
| 6                                                           | Franciaország      | 288 572           | 27,67%   | 226 034           | 2453           | 29,11%   | 1900                 |
| 7                                                           | Oroszország        | 233 222           | 24,35%   | 187 551           | 2310           | 13,35%   | 2038                 |
| 8                                                           | Belgium            | 221 988           | 110,88%  | 105 267           | 2039           | 86,04%   | 1096                 |
| 9                                                           | Görögország        | 217 545           | 40,63%   | 154 690           | 1464           | 41,59%   | 1034                 |
| 10                                                          | Norvégia           | 195 790           | 5,98%    | 184 750           | 1349           | 6,64%    | 1265                 |
| 11                                                          | Hollandia          | 183 847           | 44,81%   | 126 961           | 1378           | 48,17%   | 930                  |
| 12                                                          | Törökország        | 175 461           | -12,54%  | 200 625           | 1119           | -12,03%  | 1272                 |
| 13                                                          | Portugália         | 145 737           | 10,52%   | 131 866           | 1081           | 6,82%    | 1012                 |
| 14                                                          | Izrael             | 137 557           | 4,1%     | 132 137           | 875            | 2,82%    | 851                  |
| 15                                                          | Írország           | 115 030           | -22,21%  | 147 871           | 697            | -28,88%  | 980                  |
| A statisztikában csak indulások szerepelnek, érkezések nem. |                    |                   |          |                   |                |          |                      |

## Kritikák
Az eDreams légi utazással foglalkozó portál közvéleménykutatásán részt vevők Schönefeldet a világ legrosszabb nemzetközi repülőterévé választották. A válaszolók a vásárlási lehetőségeket, az étkezési lehetőségeket és a várókat értékelték. Kritika érte az épület elavult állapotát, valamint azt is, hogy túl messze vannak a parkolók. A repülőtér zajára rendszeresen panaszkodnak a közelben lakók.

## Balesetek
- Az Interflug Iljusin Il–62 repülőgépe (lajstromjel: DM-SEA) 1972. augusztus 14-én Königs Wusterhausennél lezuhant a schönefeldi repülőtér megközelítése közben, 31 perccel azután, hogy a repülőgép útnak indult Schönefeldről, de megkísérelt visszafordulni, mert problémák léptek fel az irányításával. A fedélzeten tartózkodó 156 ember közül senki nem élte túl a katasztrófát.
- 1986. december 12-én az Aeroflot Minszkből érkező Tupoljev Tu–134 gépe zuhant le a repülőtér megközelítése közben Berlin egyik városrésze, Bohnsdorf közelében (lásd Aeroflot 892-es járat). A fedélzeten 82 ember tartózkodott, akik közül 72-en életüket veszítették, tíz utas megsérült.[27]
- Az Interflug 102-es, Berlin–Moszkva járatát teljesítő Il–62 repülőgép (DDR-SEW) 1989. június 17-én egy szerencsétlen indulás során akadályokba ütközött a futópályán és darabokra tört; a fedélzeten tartózkodó 113 ember közül 21-en haltak meg.[28][29]

## További hivatkozások
- Németország repülőtereinek listája

## Fordítás
- Ez a szócikk részben vagy egészben  a   Flughafen Berlin Schönefeld című német Wikipédia-szócikk ezen változatának fordításán alapul.  Az eredeti cikk szerkesztőit annak laptörténete sorolja fel. Ez a jelzés csupán a megfogalmazás eredetét és a szerzői jogokat jelzi, nem szolgál a cikkben szereplő információk forrásmegjelöléseként.